# Tremissis

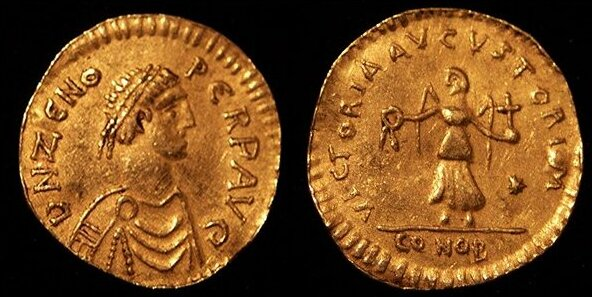
Tremissis avbildande den östromerske kejsaren Zeno.

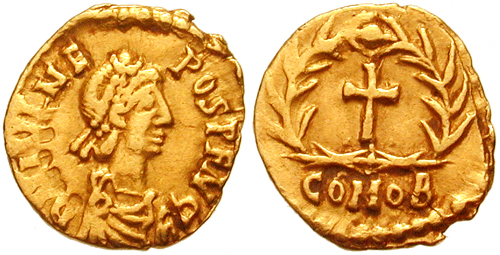
Tremissis utgivet av den sista romerske kejsaren Julius Nepos 474–475.

Tremissis var ett guldmynt i det romerska riket som präglades för första gången av kejsar Magnus Maximus cirka år 383. Värdet motsvarade en tredjedels solidus. Vikten var fastställd till 1/216 av det romerska pundet libra, det vill säga 1,51 gram rent guld (motsvarande 24 karat). Myntet var vida spritt i hela Europa och medelhavsområdet särskilt under 400- och 500-talet, då det var ett av de vanligaste mynten i omlopp. 